# Keelung
Keelung (também: Jilong ou Chilung) é uma grande cidade portuária situada na parte nordeste de Taiwan. Faz fronteira com a Cidade de Novo Taipé e forma parte da área metropolitana de Taipé - Keelung, juntamente com a cidades de Taipé e Taipé. Apelidada de Port Rainy para a sua chuva frequente e papel do transporte marítimo, a cidade é o segundo maior porto de Taiwan (depois de Kaohsiung). Keelung é atualmente administrada como uma cidade provincial da província de Taiwan, na República da China.

## Cidades Irmãs
- Bacólod, Filipinas
- Atol de Bikini, Marshall Islands
- Campbell, Estados Unidos
- Corpus Christi, Estados Unidos
- Davao, Filipinas
- East London, África do Sul
- Marrickville, Austrália
- Miyakojima, Japão
- Rosemead, Estados Unidos
- Salt Lake City, Estados Unidos
- Thunder Bay, Canadá
- Yakima, Estados Unidos

## Ligações Externas
- Keelung City Government official website (em inglês)
- Keelung Harbor Bureau official website (em inglês)
- WorldStatesmen.org — Taiwan